# Jardín de experimentación de plantas útiles

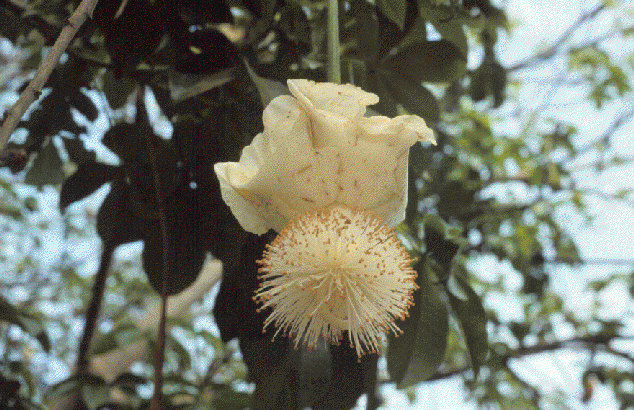
Flor y fruto del "Baobab" (Adansonia digitata).

El Jardín de experimentación de plantas útiles en francés : Jardin d'Experimentation des Plantes Utiles (J.E.P.U.), es un jardín botánico de algo más de 1,9 hectáreas de extensión que se encuentra en Fann, Senegal. De propiedad estatal depende administrativamente de la Universidad Cheikh Anta Diop de Dakar. Presenta trabajos para la Agenda Internacional para la Conservación en los Jardines Botánicos, su código de identificación internacional como institución botánica es PUCD.

## Localización
Jardin d'Experimentation des Plantes Utiles (J.E.P.U.), Laboratoire de Pharmacognosie et de Botanique
Faculté de Médecine, de Pharmacie et d'Odontologie - Université Cheikh Anta DIOP Dakar - FANN, Région de Dakar BP 5005 Fann Senegal
Se encuentra abierto al púbico en general.

## Historia
El Jardín, del Laboratorio de Farmacognosia y Botánica (UCAD/Facultad de Medicina y Farmacia), fue creado en 1986 con el principal objetivo de servir para la enseñanza de la botánica aplicada (plantas útiles), así como servir de vivero para la multiplicación de plantas de interés económico-medicinal y producción de semillas.

## Colecciones
Las colecciones de plantas del JEPU con unas 400 especies, se enfocan en torno al cultivo y la exhibición de especies de plantas útiles de la zona oeste de África, mediante la conservación de estas especies, así como su multiplicación y producción de plantas para las operaciones de repoblación. 
Todo indica claramente que los objetivos, a los cuales aspira este jardín miembro de los JBF, no pueden realizarse con los medios de los que dispone actualmente. Los proyectos sobre la Biodiversidad vegetal: BGCI, FSP, PGIES, AFORNET, UICN etc… deberán ayudar a solucionar este problema, además de los recursos del UCAD. 
Entre las especies de plantas de que dispone son de destacar,
Adansonia digitata, Albizzia lebbeck, Borreria verticillata, Bauhinia rufescens, Vitis vinifera, Acacia albida, Ficus carica, Borassus aethiopium, Tamarindus indica, Mangifera indica.
- Colección de plantas acuáticas, lotus y lirios de agua.
- Banco de germoplasma
- Herbario

## Actividades
En este centro se despliegan una serie de actividades a lo largo de todo el año:
- Programas de conservación

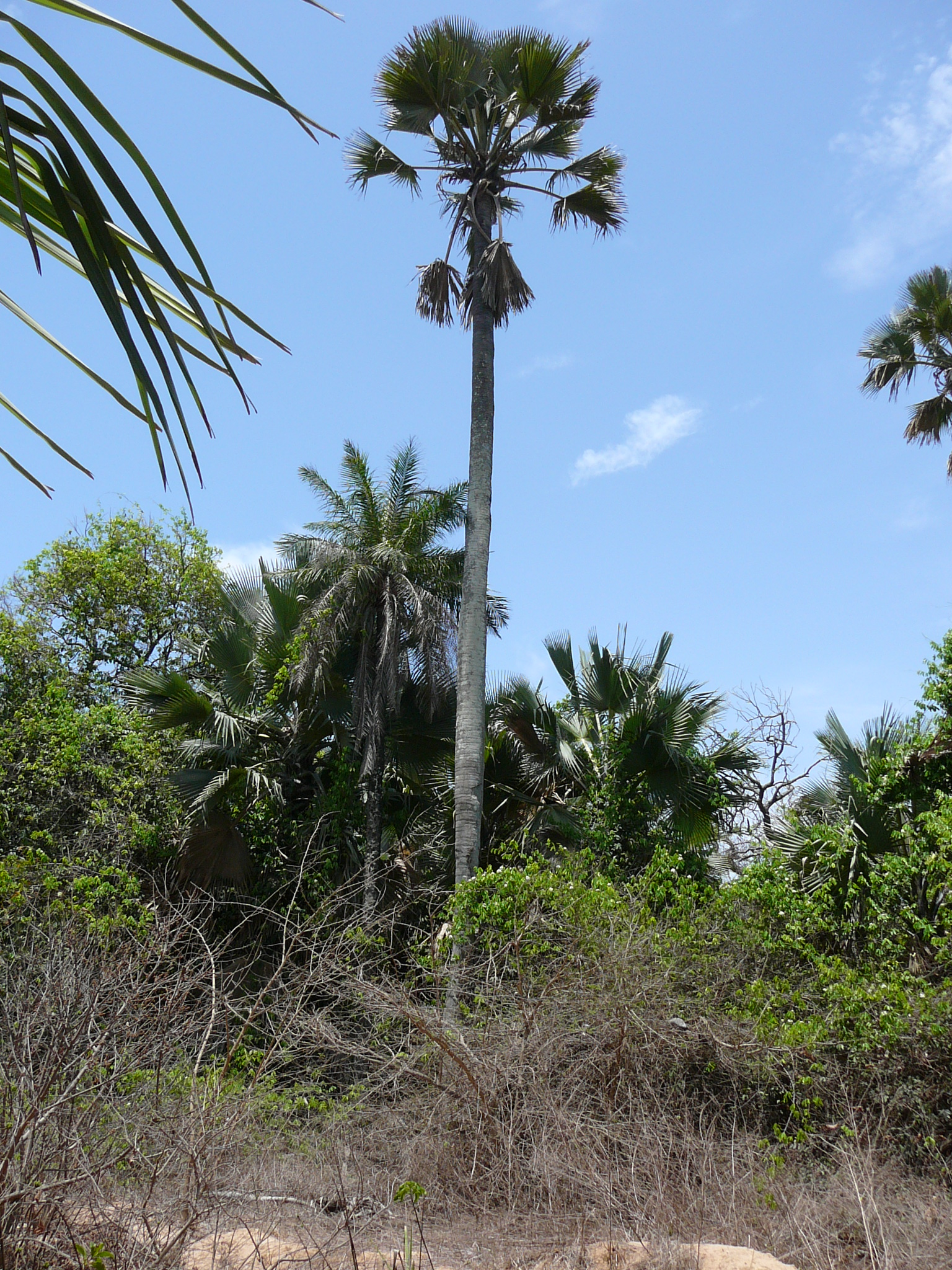
« Le rônier » (Borassus aethiopium), planta de gran importancia en Senegal por sus múltiples usos.

- Programa de mejora de plantas medicinales
- Programas de conservación «Ex situ»
- Biotecnología
- Estudios de nutrientes de plantas
- Ecología
- Conservación de Ecosistemas
- Programas educativos
- Etnobotánica
- Exploración
- Horticultura
- Restauración ecológica
- Sistemática y Taxonomía
- Sostenibilidad
- Farmacología
- Mejora en la agricultura
- Index Seminum
- Exhibiciones de plantas especiales
- Sociedad de amigos del botánico
- Cursos para el público en general

Tiene como jardines botánicos satelitales (incluyendo arboretos externos): Carré Botanique de Mbadakhoune (Siné), Carré Botanique de Keur Goury (Sine), Carré Botanique de Sambandé (Saloum). 